# Franc Jörgerer
‎Franc Jörgerer, avstrijski jezuit, teolog in filozof, * 10. avgust 1613, Gradec, † 19. avgust 1676, Wiener Neustadt.
Bil je rektor Jezuitskega kolegija v Győru (1645-1650), v Ljubljani (12. julij 1657 - 28. avgust 1660), v Linzu (18. avgust 1662-13. oktober 1665), v Celovcu (14. december 1669-1. november 1672) in v Wiener Neustadtu (4. november 1674-19. avgust 1676).